# Edina Szvoren
Edina Szvoren (Budapest, 1974) è una scrittrice ungherese.

## Biografia
Nata a Budapest da un ebanista e da un'ex attrice diventata logopedista, ha studiato musica al Liceo musicale Béla Bartók e all'Accademia musicale Franz Liszt, dove conseguì il diploma di maestra di coro nel 1998 e poi divenne insegnante di solfeggio e teoria musicale.. 
Scrive testi letterari dal 2005; nel 2010 è apparsa la sua prima raccolta di racconti, Pertu (Darsi del tu), seguita nel 2012 da Nincs, és ne is legyen (Non c'è, e non deve esserci), antologia che le ha conquistato il Premio letterario dell'Unione europea nel 2015, anno di pubblicazione della sua terza raccolta, Az ország legjobb hóhéra (Il miglior boia del Paese).
Nel 2018 è apparsa la sua quarta raccolta di scritti, Verseim (Le mie poesie)., mentre del 2021 è Mondatok a csodálkozásról (Frasi sullo stupore).

## Opere
- Darsi del tu, Mimesis Edizioni, Milano, 2020 (Pertu, 2010; trad. Claudia Tatasciore).
- Non c'è, e non deve esserci, Mimesis Edizioni, Milano, 2017 (Nincs, és ne is legyen, 2012; trad. Claudia Tatasciore).
- Az ország legjobb hóhéra, in Magvető, 2015.
- Verseim, 2018, Magvető
- Mondatok a csodálkozásról, 2021, Magvető

## Riconoscimenti
- Premio Móricz (2009)
- Premio Déry (2010)
- Premio Sándor Bródy (2011)
- NKA advocacy (2012)
- Artisjus Award (2013)
- Attila József Prize (2014)
- Premio letterario dell'Unione europea (2015) [2] per Non c'è, e non deve esserci [3]
- Miklós Mészöly Prize (2019)
- Libri Prize (2019)[1]